# Droits et perspectives du droit
Pour les articles homonymes, voir CRDP.
Le Centre de recherche Droits et perspectives du droit (CRDP) (ULR no 4487) est une unité de recherche de l'Université de Lille reconnue par le Ministère de l'Enseignement supérieur et de la Recherche. Il a pour mission de former des docteurs en droit et de réaliser de travaux de recherches collectifs et individuels. Il est né en 2010 du rapprochement d'équipes de recherche déjà en place : l'équipe de recherches appliquées en droit privé (LERADP), l'équipe de recherches en droit public (LERDP), l'équipe de recherches en droit social (LEREDS), l'équipe René Demogue.
Le CRDP est, avec le Centre d'études et de recherches administratives, politiques et sociales (CERAPS)  et le Centre d'histoire judiciaire, une des trois unités de recherche situées dans les locaux de la Faculté des sciences juridiques, politiques et sociales de l'université, au 1 place Déliot à Lille.

## Formation

### Formation doctorale
Les activités des membres habilités à diriger des recherches (HDR), du CRDP  se concentrent en premier lieu sur la formation doctorale (120 doctorants pour un rythme de 10 soutenances par an). Les doctorants bénéficient d'un cycle de formations dispensées sous la forme d'un séminaire qui vise à répondre aux attentes des doctorants en termes de méthodologie et/ou à faire connaître des travaux marquants et/ou récents.
Les objectifs pédagogiques des actions de formation proposées par le CRDP sont les suivants :
- Apporter des connaissances de haut niveau dans le cadre des axes et/ou disciplines de recherche concernés ;
- Permettre de concevoir, de planifier, de mettre en œuvre un processus de recherche ;
- Renforcer les qualités requises pour communiquer avec ses pairs ;
- Consolider les qualités d’analyse, de synthèse, et d’esprit critique au contact d’idées nouvelles et complexes.

### Master deuxième année
Les membres du CRDP encadrent les étudiants au sein de plusieurs mentions de master proposées par la faculté des sciences juridiques, politiques et sociales de l'Université de Lille :
- Droit des affaires,
- Droit social,
- Droit public,
- Droit de la santé

## Travaux de recherche
Leur financement repose en grande partie sur des appels à projets régionaux, nationaux ou européen. Les membres du CRDP mènent des travaux de recherche et d'animation scientifique pour l'Agence nationale de la recherche, la Mission de recherche Droit et Justice, la Maison européenne des sciences de l'homme ou s'inscrivent par exemple dans les programmes Interreg (consultez la liste des contrats de recherche de l'Unité)

## Thèmes de recherche

### Axes fédérateurs
Le projet scientifique du CRDP repose sur des axes de recherches communs aux équipes de recherche :  
- Santé ;
- Interactions normatives ;
- Finances ;
- Systèmes juridiques et espaces transfrontaliers [SYSJET]

### Axes de spécialités
Les axes dits « de spécialités » sont des domaines dans lesquels les équipes du CRDP étaient déjà identifiées avant la création du centre : 
- Pour l'équipe de recherches appliquées en droit privé :  Personnes et patrimoines.
- Pour l'équipe de recherches en droit public : 
  - Finances  et comptabilité publiques ;
  - Droit de l’Union Européenne ;
  - Contentieux  publics ;
  - Nouveaux espaces et temporalités constitutionnels.
- Pour l'équipe de recherches en droit social :
  - Management et droit du travail ;
  - Les discriminations dans les relations de travail ;
  - La réparation des risques professionnels
- Pour l'équipe René Demogue : les pratiques (Théorie du droit ; Droit des obligations).

## Bibliothèque de recherche Paul-Duez
La bibliothèque Paul Duez donne accès aux publications nécessaires à la réalisation des travaux des étudiants en doctorat et des enseignants-chercheurs du CRDP. Elle est également ouverte aux étudiants inscrits en deuxième année de master. Son fonds documentaire est composé de 5 000 ouvrages et 80 périodiques.